# محمد رفيع المشهدي
الميرزا محمد رفيع بن محمد المشهدي الملقب بلقب باذل (ت. 1123 هـ). هو رجل دين وشاعر إيراني، وقد هاجر من خراسان إلى الهند في عهد شاه جهان الگوركاني ولازم معز الدين في دلهي، فولّاه على كواليار، وكان هناك إلى أن توفى أورنگ زيب، فرجع إلى دلهي ومات هناك.

## مؤلفاته
| - حمله حيدرى. كتابٌ باللغة الفارسية في أحوال النبي محمد وأحوال علي بن أبي طالب. | - ديوان شعر. ديوان شعر باللغة الفارسية. |

### الكتب
- الذريعة إلى تصانيف الشيعة. آغا بزرگ الطهراني، طبع بيروت - لبنان، تاريخ الطبع مفقود، منشورات دار الأضواء.

### إشارات مرجعية
1. 1 2  
الأمين، محسن. أعيان الشيعة - ج7. ص. 33. مؤرشف من الأصل في 2019-12-13.
2. ↑  الطهراني، آغا بزرگ. الذريعة إلى تصانيف الشيعة - ج7. ص. 92. مؤرشف من الأصل في 2019-12-15.
3. ↑  الطهراني، آغا بزرگ. الذريعة إلى تصانيف الشيعة - ج7. ص. 91. مؤرشف من الأصل في 2019-12-15.
4. ↑  الطهراني، آغا بزرگ. الذريعة إلى تصانيف الشيعة - ج7. ص. 118. مؤرشف من الأصل في 2020-01-11.